# تپه اله ویس
تپه اله ویس مربوط به عصر مفرغ است و در شهرستان ایلام، بخش مرکزی، دهستان میش خاص، روستای حسین‌آباد واقع شده و این اثر در تاریخ ۱۵ دی ۱۳۸۷ با شمارهٔ ثبت ۲۴۲۸۸ به‌عنوان یکی از آثار ملی ایران به ثبت رسیده است.